# Distretto di Şemdinli
Il distretto di Şemdinli (in turco Şemdinli ilçesi) è uno dei distretti della provincia di Hakkâri, in Turchia.